# Gerhard Ellrodt
Gerhard Ellrodt (* 8. Juli 1909 in Leipzig; † 12. Februar 1949 in Dresden) war ein Leipziger Widerstandskämpfer sowie Funktionär des Kommunistischen Jugendverband Deutschlands und später der SED.

## Leben
Gerhardt Ellrodt war der Sohn des USPD- und KPD-Politikers Richard Friedrich Ellrodt. Er war von Beruf Mechaniker und Schriftsetzer. 1927 wurde er Mitglied des KJVD und war dort Agitpropleiter für Westsachsen. Er wurde 1930 Mitglied der KPD. 
Nach 1933 beteiligte er sich an der illegalen Arbeit und war Mitglied der Leipziger Widerstandsgruppe  um Georg Schumann. Im März 1945 floh Ellrodt aus der Gestapo-Haft und begann mit dem Zusammenschluss antifaschistischer Kräfte sowie Hitler- und Kriegsgegnern in Stadtteilen und Großbetrieben von Leipzig, um den anrückenden USA-Truppen die Stadt Leipzig widerstandslos übergeben zu können.
Mit der Entstehung der SED wurde er auch Mitglied selbiger Partei. Bis zur Auflösung des SED-Bezirksverbandes Westsachsen 1947 war er dessen Sekretär für Werbung, Schulung und Jugend, anschließend bis zu seinem Tod Mitglied des Sekretariats des SED-Landesverbandes Sachsen.

## Ehrungen
Nach ihm wurde in Leipzigs Stadtteil Großzschocher die Gerhard-Ellrodt-Straße benannt. Außerdem trug in Leipzig eine Polytechnische Oberschule seinen Namen. In Dresden gab es von 1950 bis 1993 ebenfalls eine Gerhard-Ellrodt-Straße.